# Рекунков, Александр Михайлович
Алекса́ндр Миха́йлович Рекунко́в (27 октября 1920, хут. Стоговский, Донская область, РСФСР — 23 мая 1996, Москва) — советский и российский юрист. Генеральный прокурор СССР с 1981 по 1988 годы.

## Биография
Родился на хуторе Стоговском (ныне Верхнедонского района Ростовской области) в крестьянской семье.
После окончания школы в 1939 году поступил в Тбилисское горно-артиллерийское училище им. 26 Бакинских комиссаров. В октябре 1941 года был назначен инструктором всеобуча Верхнедонского военного комиссариата.
С февраля 1944 года воевал в 336-м гвардейском стрелковом полку 120-й гвардейской стрелковой дивизии, входившей в состав в 3-й армии 2-го Белорусского фронта. Командовал взводом, ротой, батальоном.
В феврале 1945 года получил тяжёлое ранение. После госпиталя был направлен на работу в органы прокуратуры и назначен на должность помощника прокурора Верхнедонского района Ростовской области. С самого начала работы в прокуратуре А. М. Рекунков остро ощутил отсутствие профессиональных знаний поэтому, почти сразу же после назначения, он поступил на трёхмесячные курсы при Ростовской юридической школе в Таганроге.
С 1946 года — помощник прокурора Целинского района Ростовской области.
С 1947 года — прокурор Константиновского района Ростовской области.
С 1952 года — прокурор Азовского района Ростовской области.
Без отрыва от работы обучался на курсах при Ростовской юридической школе, в 1946—1952 годах — в Ростовском филиале Всесоюзного юридического заочного института, который окончил с отличием.
С 1958 года — первый заместитель прокурора, с 1960 года — прокурор Брянской области.
С 1966 года — прокурор Воронежской области.
С 1971 года — первый заместитель Прокурора РСФСР.
С 1976 года — первый заместитель Генерального прокурора СССР.
В 1980 году объявил Сахарову А.Д. решение Верховного Совета СССР о лишении правительственных наград и высылке в Горький.
В феврале 1981 года, после смерти Р. А. Руденко, назначен Генеральным прокурором СССР.
Избирался депутатом Совета Союза Верховного Совета СССР X—XI созывов (1979—1989) от Ворошиловградской области. В 1981—1989 годах член ЦК КПСС.
С мая 1988 года находился на пенсии по возрасту, но продолжал работать прокурором отдела в Прокуратуре Союза ССР. С 12 октября 1992 года по 3 октября 1994 работал в Генеральной прокуратуре Российской Федерации прокурором отдела по реабилитации жертв политических репрессий, позднее занимал должность помощника по особым поручениям Генерального прокурора РФ.

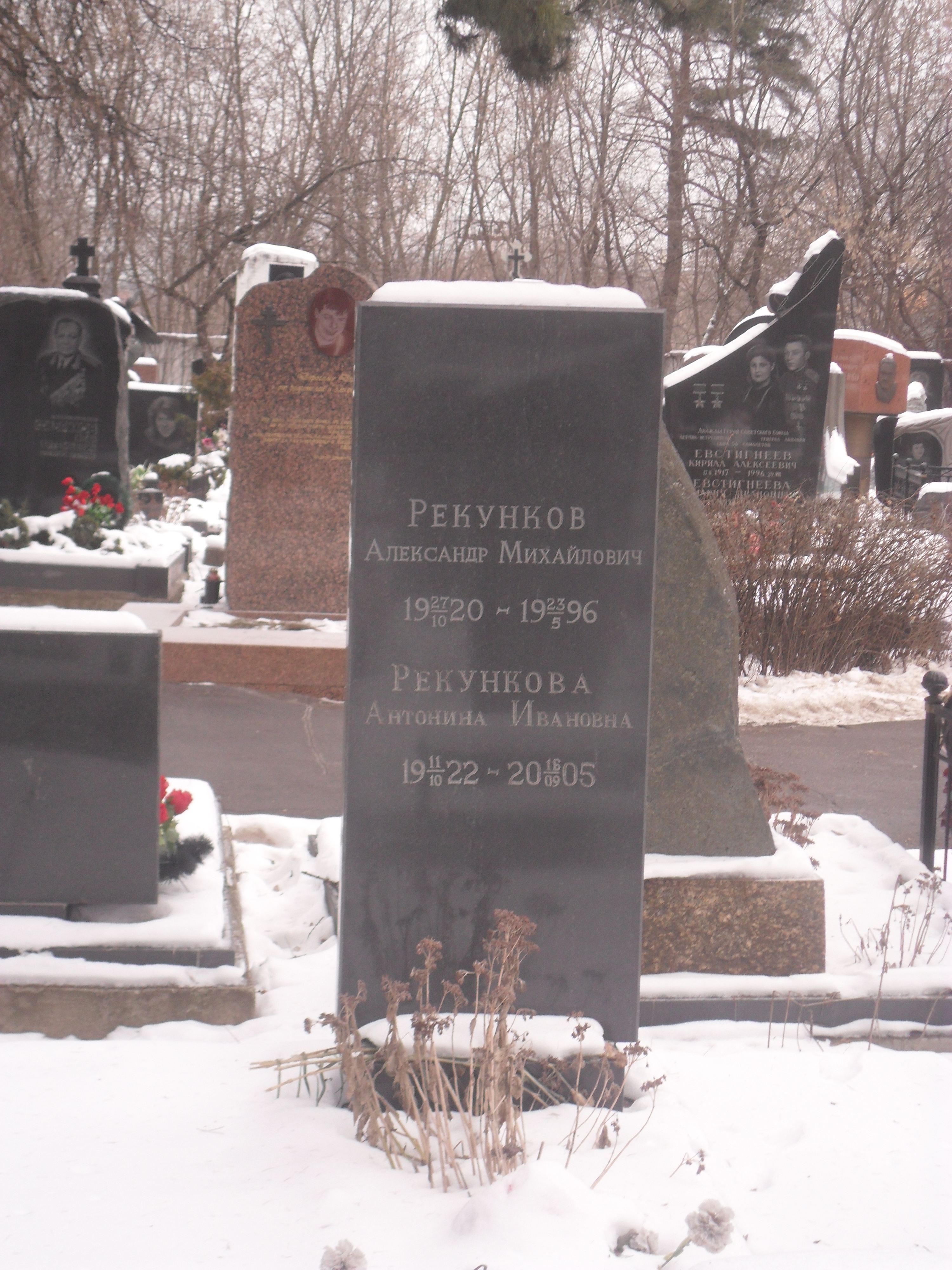
Могила Рекункова на Кунцевском кладбище Москвы.

Умер 23 мая 1996 года в Москве. Похоронен на Кунцевском кладбище. 30 мая 1996 года приказом № 273‐ца был исключён из списков сотрудников Генеральной прокуратуры РФ в связи со смертью.

## Награды и звания
- Орден Октябрьской Революции
- 2 ордена Отечественной войны I степени
- 2 ордена Отечественной войны II степени
- 2 Ордена Трудового Красного Знамени
- Орден Красной Звезды
- медали СССР
- Заслуженный юрист РСФСР (1970)

## Киновоплощения
- Вячеслав Шалевич в телесериале «Красная площадь» (2004).
- Александр Ильин в документальном телесериале «Казнокрады» (2011).
- Александр Усердин в сериале «Фишер» (2023).

## Память
- Имя А. М. Рекункова носит с 14 мая 2013 года Гимназия в станице Казанской Верхнедонского района Ростовской области, во дворе установлен бюст[9].

- Улица имени А. М. Рекункова в Брянске.